# گلایسین بتائین آلدهید
گلایسین بتائین آلدهید (به انگلیسی: Glycine betaine aldehyde) یک ترکیب شیمیایی با شناسهٔ پاب‌کم ۲۴۹ است.